# 安陽戰鬥
安陽戰鬥發生於1937年10月19日－11月4日，地點則是在中國冀南一帶。是抗日戰爭主要戰鬥之一，交戰一方為守軍之國民革命軍，另一方則為日軍。戰鬥末了，日軍攻下安陽，國軍正式撤出河北南部。